# 汪盛荻
汪盛荻（1899年—1950年），又称汪浩、汪盛岳、王胜弟，湖南澧县人，中国近代人物。

## 生平
早年留学苏联，回国后担任中国共产党江苏省委员会宣传部部长，是“二十八个半布尔什维克”成员。1932年5月被中华民国逮捕后投诚，在民国政权任职，官至长沙市市长。1948年1月，到湖南大学任教。1949年，追随陈明仁、程潜，通电全国宣布“湖南和平起义”。1950年被处决。